# North Park (San Diego)
Pour les articles homonymes, voir North Park.
North Park est un quartier de San Diego, en Californie, au nord-est du parc Balboa.
North Park a été le lieu de l'accident du vol PSA 182 le 25 septembre 1978, l'accident d'aviation le plus meurtrier de Californie à ce jour.